# Reese Hoffa
Michael Reese Hoffa (Evans, 8 ottobre 1977) è un pesista statunitense, campione mondiale indoor a Mosca 2006 e campione mondiale outdoor a Osaka 2007.

## Biografia

### L'infanzia
Nato nel Kentucky, fino all'età di sei anni, ha vissuto in un orfanotrofio per poi trasferirsi ad Augusta, dove è vissuto durante tutta la durata della scuola superiore.
Reese è stato adottato poco prima del suo sesto compleanno in una famiglia con cinque altri ragazzi.
In gioventù amava moltissimo fare sport. Ha giocato a calcio a basket, ed anche a baseball.
Il suo sogno è sempre stato quello di diventare un giocatore professionista di football. È stato durante la terza media che Hoffa ha provato per la prima volta a lanciare il peso sotto la spinta del coach Dave Machovec.

### Carriera

#### Le prime esperienze internazionali (2000-2003)
Studente alla Lakeside High School di Evans, Georgia, all'inizio della stagione 2000 si classificò al secondo posto ai campionati universitari indoor ma poi non riuscì a qualificarsi per le Olimpiadi di Sydney.
Durante la stagione 2001 raggiunse la misura di 20,22, chiudendo al terzo posto ai campionati NCAA all'aperto, e nono alle Universiadi.
Nel 2003, vinse la medaglia d'oro ai Giochi panamericani di Santo Domingo con un miglior lancio di 20,95 metri.

#### I primi successi (2004-2005)
All'inizio della stagione 2004, Hoffa salì sul secondo gradino del podio ai campionati mondiali indoor di Budapest, finendo alle spalle del solo Christian Cantwell.
Nel mese di giugno si classificò secondo ai trials conquistando quindi la qualificazione per le Olimpiadi. Ad Atene, è stato però eliminato nella fase di qualificazione con la modesta misura di 19,40.
Sul finire della stagione fu chiamato per la prima volta a partecipare alla IAAF World athletics final di Monaco, evento che vede partecipare i migliori 8 atleti al mondo per ogni specialità.
In questa manifestazione si classificò quarto nel getto del peso con la misura di 20,51.
L'anno successivo, dopo aver disputato una buona stagione all'aperto, che lo vide vincente al Super Grand Prix di Doha, conquistò ancora una volta la qualificazione per la IAAF World Athletics Final.
In questa edizione raggiunse la terza piazza grazie ad un lancio a 20,87 metri.

#### Il titolo mondiale indoor (2006)
Hoffa vinse il suo primo importante titolo internazionale all'inizio della stagione 2006 ai campionati mondiali indoor di Mosca, battendo con un lancio a 22,11 metri il bielorusso Andrėj Michnevič ed il danese Joachim Olsen. Nello stesso anno vinto per la prima volta anche il titolo nazionale ai campionati indoor degli Stati Uniti grazie ad una prestazione di 21,61 m.
Nella stagione all'aperto disputò moltissimi Meeting in giro per il mondo conquistando varie vittorie come ad Helsinki al GE Money Grand Prix o a Berlino al Meeting ISTAF.
Grazie a questi suoi successi conquistò ancora una volta la partecipazione alla World Athletics Final a Stoccarda dove vinse con la misura di 21,05 m.
Selezionato per la Coppa del mondo per nazioni di Atene, si classificò al secondo posto dietro al tedesco Ralf Bartels.

#### Il titolo mondiale di Osaka (2007)

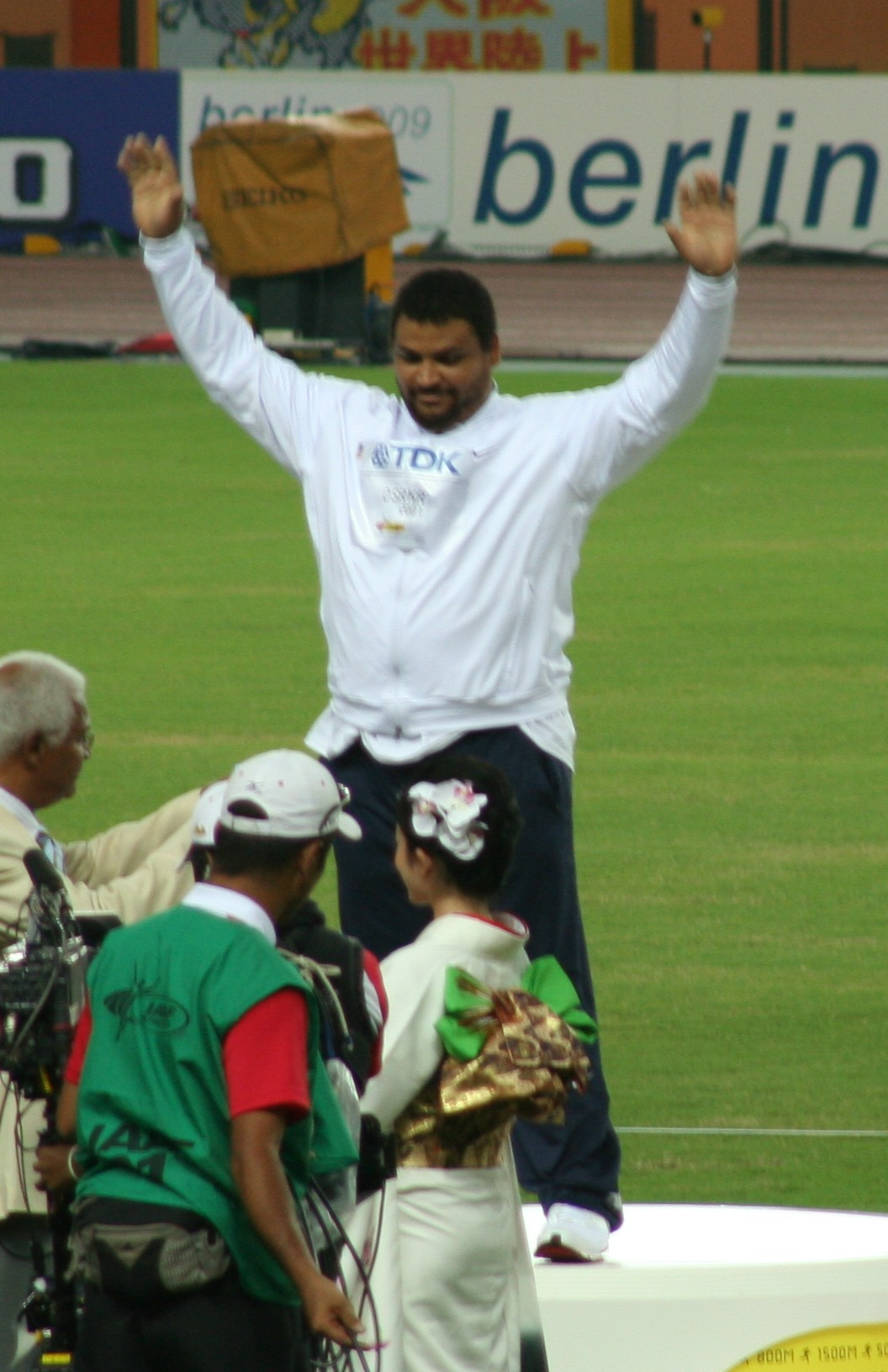
Reese Hoffa sul podio ai Campionati mondiali di Osaka.

Nella stagione 2007 vinse il suo primo titolo nazionale outdoor ad Indianapolis con 21,47 metri. Poco prima dei Campionati mondiali stabilì anche la migliore prestazione dell'anno con 22,43 metri al meeting di Londra.
Ai campionati del mondo di Osaka Hoffa riuscirà a raggiungere il risultato più importante della sua carriera.
Il 25 agosto 2007, nella mattinata della prima giornata di gare si tennero le qualificazioni per la finale di getto del peso.
Superò il turno con la seconda misura scagliando il suo peso a 20,89 al primo turno di lanci.
In serata si laureò campione del mondo con un lancio a 22,04 metri, davanti al connazionale Adam Nelson.
Sul finire della stagione, Hoffa è di nuovo davanti a Nelson alla World Athletics Final di Stoccarda, firmando così la sua seconda vittoria consecutiva in questa competizione.

#### La delusione olimpica (2008)
Ai campionati mondiali indoor di Valencia raggiunse l'argento grazie ad un lancio a 21,20 dietro al connazionale Christian Cantwell.
Dopo una stagione outdoor molto regolare ad alto livello, che lo portò al secondo posto nelle liste mondiali dell'anno con una misura superiore a 22 metri, vinse le selezioni olimpiche di Eugene e si preparò quindi per i giochi olimpici di Pechino 2008.
Nella gara di getto del peso, dopo aver superato il turno di qualificazione con la misura di 20,41, in finale, raggiunse solo il settimo posto con un lancio a 20,53 metri.
Nella stessa stagione è stato quarto alla World Athletics Final con la misura di 20,37.

#### Mondiali di Berlino (2009)

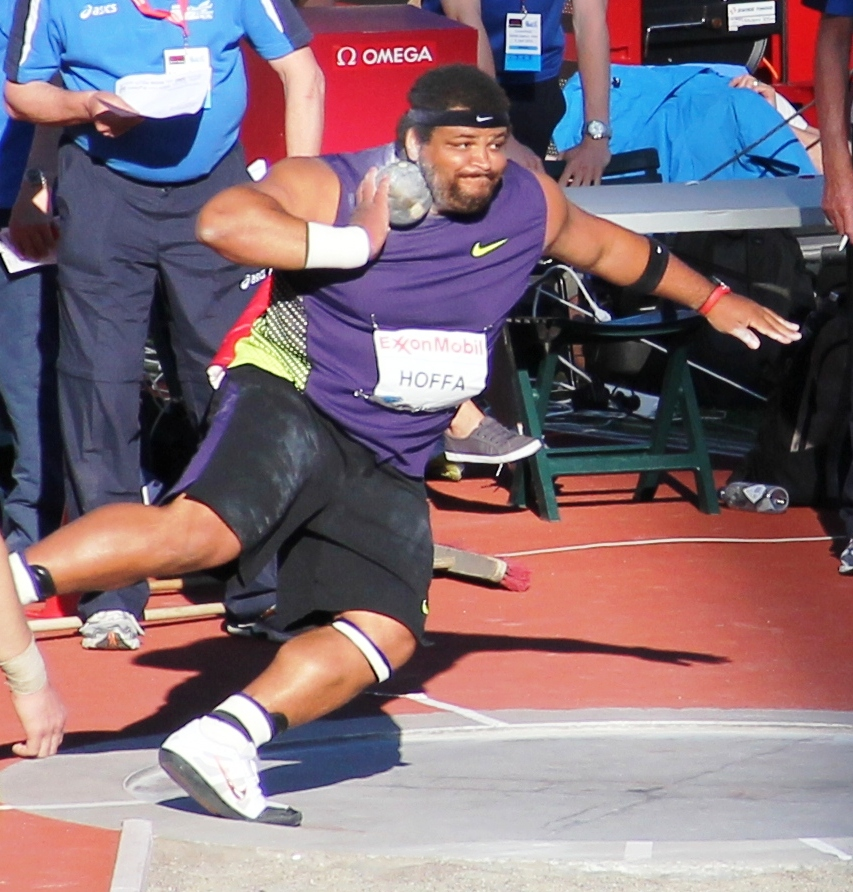
Reese Hoffa al Bislett Games di Oslo del 2010.

Nella stagione 2009, pur essendo tra i favoriti alla vittoria della competizione, raggiunse solo il quarto posto ai campionati mondiali di Berlino con 21,28 a solo 9 centimetri dalla terza piazza occupata dal tedesco Ralf Bartels.
Nel settembre dello stesso anno concluse ancora quarto alla IAAF World Athletics Final lanciando a 20,66 metri.

#### Mondiali indoor di Doha (2010)
Nella stagione indoor 2010, dopo aver lanciato il suo peso fino alla misura di 21,20, non è riuscito a qualificarsi per i mondiali indoor di Doha 2010.
Nel corso della stagione all'aperto ha raggiunto il terzo posto al Golden Gala di Roma.
Il 14 agosto, all'Aviva London Grand Prix di Londra, ha colto la sua prima vittoria in una tappa della Diamond League grazie ad un lancio a 21,44, suo primato stagionale.
Pochi giorni dopo, nella tappa conclusiva della Diamond League, al Memorial Van Damme, ha migliorato il suo stagionale raggiungendo la misura di 22,16 metri, vincendo così anche la gara.

### Hobby
Reese Hoffa ha anche diversi hobby nella vita come ad esempio la lettura dei libri di Anne Rice.
Altra cosa che adora è il giocare a videogiochi e praticare il golf. Egli ama ogni sorta di puzzle e la sua specialità è risolvere il cubo di Rubik (riesce infatti a risolverlo in solo 55 secondi).
Gli piace molto guardare qualsiasi sport in TV ma soprattutto la Little League di baseball.
Musicalmente i Metallica sono la sua band preferita.

## Progressione

### Getto del peso outdoor
| Stagione | Misura  | Luogo         | Data      | Rank. Mond. |
| -------- | ------- | ------------- | --------- | ----------- |
| 2014     | 21,88 m | Zurigo        | 28-8-2014 | 3º          |
| 2013     | 21,71 m | Des Moines    | 27-4-2013 | 3º          |
| 2012     | 22,00 m | Eugene        | 24-6-2012 | 2º          |
| 2011     | 22,09 m | Bruxelles     | 16-9-2011 | 4º          |
| 2010     | 22,16 m | Bruxelles     | 27-8-2010 | 2º          |
| 2009     | 21,89 m | Eugene        | 7-6-2009  | 3º          |
| 2008     | 22,10 m | Eugene        | 28-6-2008 | 2º          |
| 2007     | 22,43 m | Londra        | 3-8-2007  | 1º          |
| 2006     | 21,96 m | Indianapolis  | 23-6-2006 | 3º          |
| 2005     | 21,29 m | Doha          | 13-5-2005 | 7º          |
| 2004     | 21,67 m | Carson        | 22-5-2004 | 4º          |
| 2003     | 20,95 m | Santo Domingo | 5-8-2003  | 11º         |
| 2002     | 20,47 m | Palo Alto     | 22-6-2002 | 24º         |
| 2001     | 20,22 m | Atlanta       | 18-5-2001 | -           |
| 2000     | 19,76 m | Durham        | 1-6-2000  | -           |
| 1999     | 19,35 m | Atlanta       | 22-5-1999 | -           |

### Getto del peso indoor
| Stagione | Misura  | Luogo        | Data      | Rank. Mond. |
| -------- | ------- | ------------ | --------- | ----------- |
| 2013     | 20,25 m | Nordhausen   | 18-1-2013 | 12º         |
| 2012     | 21,87 m | Chemnitz     | 28-1-2012 | 3º          |
| 2011     | 21,00 m | Nordhausen   | 21-1-2011 | 4º          |
| 2010     | 21,20 m | Lexington    | 16-1-2010 | 6º          |
| 2009     | 21,06 m | Fayetteville | 13-2-2009 | 3º          |
| 2008     | 21,49 m | Valencia     | 7-3-2008  | 4º          |
| 2007     | 21,75 m | New York     | 2-2-2007  | 2º          |
| 2006     | 22,11 m | Mosca        | 10-3-2006 | 1º          |
| 2005     | 21,74 m | Boston       | 26-2-2005 | 2º          |
| 2004     | 21,07 m | Budapest     | 7-3-2004  | 3º          |
| 2003     | 19,47 m | Riverdale    | 7-2-2003  | 32º         |
| 2002     | 19,62 m | Lexington    | 2-2-2002  | 31º         |
| 2001     | 19,52 m | Blacksburg   | 3-2-2001  | -           |
| 2000     | 19,47 m | Fayetteville | 26-2-2000 | -           |
| 1999     | 19,34 m | Lincoln      | 6-2-1999  | -           |
| 1998     | 18,82 m | Blacksburg   | 24-1-1998 | -           |

## Palmarès
| Anno | Manifestazione      | Sede          | Evento         | Risultato | Prestazione | Note                                              |
| ---- | ------------------- | ------------- | -------------- | --------- | ----------- | ------------------------------------------------- |
| 2003 | Giochi panamericani | Santo Domingo | Getto del peso | Oro       | 20,95 m     | Miglior prestazione personale · Record dei Giochi |
| 2004 | Mondiali indoor     | Budapest      | Getto del peso | Argento   | 21,07 m     | Miglior prestazione personale                     |
| 2004 | Giochi olimpici     | Atene         | Getto del peso | 22º (q)   | 19,40 m     |                                                   |
| 2006 | Mondiali indoor     | Mosca         | Getto del peso | Oro       | 22,11 m     | Miglior prestazione personale                     |
| 2007 | Mondiali            | Osaka         | Getto del peso | Oro       | 22,04 m     |                                                   |
| 2008 | Mondiali indoor     | Valencia      | Getto del peso | Argento   | 21,20 m     |                                                   |
| 2008 | Giochi olimpici     | Pechino       | Getto del peso | 4º        | 20,53 m     |                                                   |
| 2009 | Mondiali            | Berlino       | Getto del peso | 4º        | 21,28 m     |                                                   |
| 2011 | Mondiali            | Taegu         | Getto del peso | 4º        | 20,99 m     |                                                   |
| 2012 | Mondiali indoor     | Istanbul      | Getto del peso | 4º        | 21,55 m     |                                                   |
| 2012 | Giochi olimpici     | Londra        | Getto del peso | Bronzo    | 21,23 m     |                                                   |
| 2013 | Mondiali            | Mosca         | Getto del peso | 4º        | 21,12 m     |                                                   |
| 2015 | Mondiali            | Pechino       | Getto del peso | 5º        | 21,00 m     |                                                   |

## Altre competizioni internazionali
2004
- 4º alla World Athletics Final ( Monaco), getto del peso - 20,51 m

2005
- 4º agli Adidas Boston Indoor Games ( Boston), getto del peso - 20,12 m
- Oro al Millrose Games ( New York), getto del peso - 21,61 m
- Oro al Qatar Athletic Super Grand Prix ( Doha), getto del peso - 21,29 m
- Argento al Meeting de Atletismo Madrid ( Madrid), getto del peso - 20,98 m
- Argento al Crystal Palace Norwich Union London Grand Prix ( Londra), getto del peso - 21,11 m
- Argento al Meeting ISTAF ( Berlino), getto del peso - 21,06 m
- Bronzo alla World Athletics Final ( Monaco), getto del peso - 20,87 m

2006
- Oro agli Adidas Boston Indoor Games ( Boston), getto del peso - 21,07 m
- Oro al Millrose Games ( New York), getto del peso - 21,65 m
- Argento al Meeting di Dakar ( Dakar), getto del peso - 20,81 m
- Bronzo in Reebok Grand Prix ( New York), getto del peso - 21,05 m
- Oro al Meeting Metropole di Lille ( Lilla), getto del peso - 21,70 m
- Argento al Gateshead Norwich Union British Grand Prix ( Gateshead), getto del peso - 21,76 m
- Bronzo agli Aarhus Games ( Aarhus), getto del peso - 21,04 m
- Argento al Meeting de Atletismo Madrid ( Madrid), getto del peso - 21,45 m
- Oro al GE Money Grand Prix ( Helsinki), getto del peso - 21,59 m
- Oro al DécaNation ( Parigi), getto del peso - 21,29 m
- Oro al Meeting ISTAF ( Berlino), getto del peso - 21,14 m
- Oro alla World Athletics Final ( Stoccarda), getto del peso - 21,05 m
- Argento in Coppa del mondo ( Atene), getto del peso - 20,60 m

2007
- Bronzo agli Adidas Boston Indoor Games ( Boston), getto del peso - 20,84 m
- Bronzo ai Boston Reebok Indoor Games ( Boston), getto del peso - 21,29 m
- Argento ai Millrose Games ( New York), getto del peso - 21,75 m
- Oro all'Intrnational Indoor Meeting di Birmingham ( Birmingham), getto del peso - 21,12 m
- Oro alla Reunión Internacional Ciudad de Valencia ( Valencia), getto del peso - 21,32 m
- Oro al Meeting di Dakar ( Dakar), getto del peso - 21,30 m
- Oro al Qatar Athletic Super Grand Prix ( Doha), getto del peso - 21,37 m
- Bronzo all'Adidas Track Classic ( New York), getto del peso - 21,36 m
- Oro al Golden Spike ( Ostrava), getto del peso - 21,77 m
- Argento al Meeting de Atletismo Madrid ( Madrid), getto del peso - 20,81 m
- Oro al London Grand Prix ( Londra), getto del peso - 22,43 m
- Oro alla World Athletics Final ( Stoccarda), getto del peso - 20,88 m

2008
- Argento ai Boston Reebok Indoor Games ( Boston), getto del peso - 20,70 m
- Bronzo al Millrose Games ( New York), getto del peso - 21,13 m
- Oro al Qatar Athletic Super Grand Prix ( Doha), getto del peso - 21,48 m
- Oro al Norwich Union Super Grand Prix ( Londra), getto del peso - 21,13 m
- 4º alla World Athletics Final ( Stoccarda), getto del peso - 20,37 m

2009
- Oro al Qatar Athletic Super Grand Prix ( Doha), getto del peso - 21,64 m
- Oro agli FBK-games ( Hengelo), getto del peso - 21,59 m
- Argento al Norwich Union Super Grand Prix ( Londra), getto del peso - 21,55 m
- Argento al DN Galan Big Shot ( Stoccolma), getto del peso - 21,53 m
- 4º alla World Athletics Final ( Salonicco), getto del peso - 20,66 m

2010
- Bronzo al Doha Diamond League ( Doha), getto del peso - 21,00 m
- 4º all'ExxonMobil Bislett Games ( Oslo), getto del peso - 20,69 m
- 4º al Meeting di Bybgoszcz ( Bydgoszcz), getto del peso - 20,88 m
- Bronzo al Golden Gala ( Roma), getto del peso - 21,15 m
- 6º al Prefontaine Classic ( Eugene), getto del peso - 20,75 m
- Argento al Golden Meeting - Northern Region ( Tangeri), getto del peso - 20,83 m
- 4º al DN Galan ( Stoccolma), getto del peso - 20,68 m
- Oro all'Aviva London Grand Prix ( Londra), getto del peso - 21,44 m
- 4º al Weltklasse Zürich ( Zurigo), getto del peso - 21,08 m
- Oro al Meeting ISTAF ( Berlino), getto del peso - 21,29 m
- Oro al Meeting Lille Metropole ( Villeneuve-d'Ascq), getto del peso - 21,18 m
- Oro al Memorial Van Damme ( Bruxelles), getto del peso - 22,16 m
- Argento al Zagreb Meeting ( Zagabria), getto del peso - 21,48 m

2011
- Argento al Doha Diamond League ( Doha), getto del peso - 21,27 m
- Bronzo al Golden Gala ( Roma), getto del peso - 21,13 m
- Oro agli FBK-games ( Hengelo), getto del peso - 21,87 m
- Oro al Prefontaine Classic ( Eugene), getto del peso - 21,65 m
- 7º al British Grand Prix ( Birmingham), getto del peso - 20,09 m
- Oro al Meeting Herculis ( Monaco), getto del peso - 21,25 m
- 4º al DN Galan ( Stoccolma), getto del peso - 20,91 m
- Bronzo al Weltklasse Zürich ( Zurigo), getto del peso - 21,39 m
- Argento al Meeting ISTAF ( Berlino), getto del peso - 21,47 m
- Oro al Zagreb Meeting ( Zagabria), getto del peso - 21,73 m
- Oro al Memorial Van Damme ( Bruxelles), getto del peso - 22,09 m

2012
- Argento all'Internationalen Energie ( Nordhausen), getto del peso - 21,14 m
- 4º alla Pedro's Cup ( Bydgoszcz), getto del peso - 20,61 m
- Oro al Jamaica International Invitational ( Kingston), getto del peso - 20,71 m
- Oro al Shanghai Golden Grand Prix 2012 ( Shanghai), getto del peso - 20,98 m
- Oro al Prefontaine Classic ( Eugene), getto del peso - 21,81 m
- Oro all'Aviva London Grand Prix ( Londra), getto del peso - 21,34 m
- Oro al DN Galan ( Stoccolma), getto del peso - 21,24 m
- Oro al Weltklasse Zürich ( Zurigo), getto del peso - 21,64 m
- Oro al Meeting ISTAF ( Berlino), getto del peso - 21,37 m
- Vincitore della Diamond League nella specialità del getto del peso (24 punti)

2013
- Bronzo al Doha Diamond League ( Doha), getto del peso - 21,01 m
- Argento all'Adidas Grand Prix ( New York), getto del peso - 20,69 m
- 5º al Golden Gala Pietro Mennea ( Roma), getto del peso - 20,23 m
- Oro agli FBK-games ( Hengelo), getto del peso - 20,95 m
- Oro all'Sainsbury’s Grand Prix ( Birmingham), getto del peso - 21,34 m
- Argento all'Athletissima 2013 ( Losanna), getto del peso - 21,58 m

2014
- 4º al Jamaica International Invitational ( Kingston), getto del peso - 20,61 m
- Oro al Prefontaine Classic ( Eugene), getto del peso - 21,64 m
- Oro al Janusz Kusocinski Memorial ( Stettino), getto del peso - 21,26 m
- Bronzo all'ExxonMobil Bislett Games ( Oslo), getto del peso - 21,07 m
- Argento al Meeting Areva ( Parigi), getto del peso - 21,38 m
- Oro al Sainsbury's Glasgow Grand Prix ( Glasgow), getto del peso - 21,67 m
- Oro al DN Galan ( Stoccolma), getto del peso - 21,06 m
- Oro al Weltklasse Zürich ( Zurigo), getto del peso - 21,88 m
- Oro al DécaNation ( Angers), getto del peso - 20,45 m
- Bronzo al Zagreb Meeting ( Zagabria), getto del peso - 20,36 m
- Vincitore della Diamond League nella specialità del getto del peso (23 punti)

2015
- Argento al Doha Diamond League ( Doha), getto del peso - 21,30 m
- 6º al Prefontaine Classic ( Eugene), getto del peso - 20,21 m
- 5º all'Adidas Grand Prix ( New York), getto del peso - 20,85 m